# فرودگاه شارل دوگل پاریس
فرودگاه شارل دوگل پاریس (یاتا: CDG، ایکائو: LFPG) — که با نام فرودگاه رواسی نیز شناخته می‌شود — اصلی‌ترین فرودگاه بین‌المللی است که به پاریس، پایتخت فرانسه خدمات می‌دهد. این فرودگاه که در سال ۱۹۷۴ افتتاح شد، در رواسی‌آن‌فرانس، در ۲۳ کیلومتر (۱۴ مایل) شمال‌شرقی پاریس واقع شده و به نام سیاستمدار جنگ جهانی دوم، شارل دو گل (۱۸۹۰–۱۹۷۰) نام‌گذاری شده است که حروف اول نام او (CDG) به عنوان کد فرودگاهی یاتا استفاده می‌شود.
فرودگاه شارل دوگل به عنوان قطب اصلی ایر فرانس و مقصدی برای دیگر شرکت‌های هواپیمایی اصلی (از استار الاینس، وان‌ورلد و اسکای‌تیم)، و همچنین پایگاه عملیاتی برای ایزی‌جت و نورس آتلانتیک ایرویز عمل می‌کند. این فرودگاه توسط گروه ای‌دی‌پی (Aéroports de Paris) تحت برند پاریس اروپورت اداره می‌شود.
در سال ۲۰۲۲، این فرودگاه ۵۷٬۴۷۴٬۰۳۳ مسافر و ۳۴٬۶۵۷ جابجایی هواپیما را مدیریت کرد، که آن را به نهمین فرودگاه پررفت‌وآمد جهان و سومین فرودگاه پررفت‌وآمد اروپا (پس از فرودگاه استانبول و فرودگاه هیترو لندن) از نظر تعداد مسافر تبدیل کرد. فرودگاه شارل دوگل همچنین پررفت‌وآمدترین فرودگاه در اتحادیه اروپا است. از نظر ترافیک بار، این فرودگاه یازدهمین فرودگاه پررفت‌وآمد جهان و پررفت‌وآمدترین فرودگاه اروپا است که در سال ۲۰۱۹ ۲٬۱۰۲٬۲۶۸ تن (۲٬۰۶۹٬۰۶۶ تن بزرگ؛ ۲٬۳۱۷٬۳۵۴ تن کوچک) بار را مدیریت کرده است. این فرودگاه همچنین بیشترین تعداد شرکت هواپیمایی را به خود اختصاص داده است، با بیش از ۱۰۵ شرکت هواپیمایی که در این فرودگاه فعالیت می‌کنند.
تا سال ۲۰۱۷، این فرودگاه پروازهای مستقیم به بیشترین تعداد کشورها را ارائه می‌داد و میزبان بیشترین تعداد خطوط هوایی در جهان بود.

## شرکت‌های هواپیمایی و مقصدهای پروازی

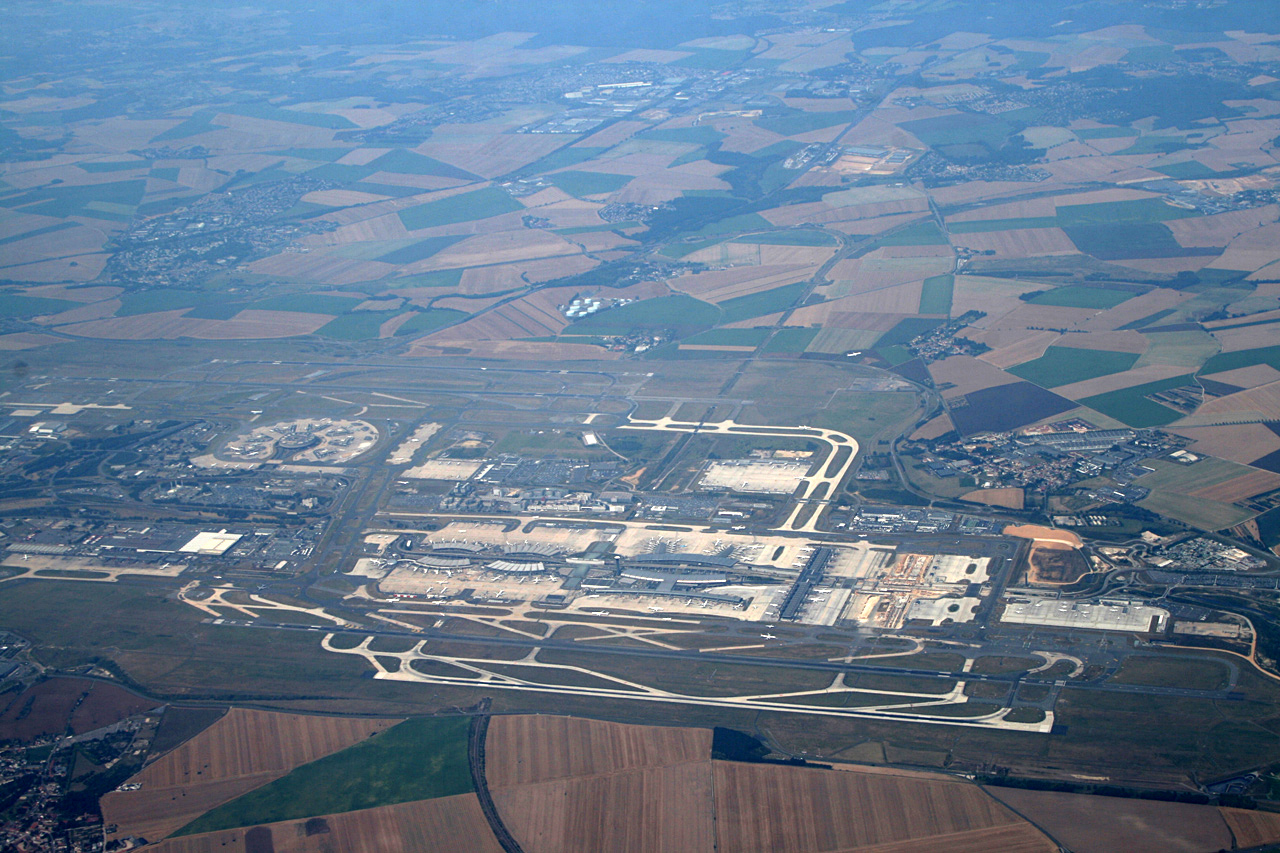
نمای فرودگاه شارل دوگل از یک هواپیما

### مسافری
| شرکت‌های هواپیمایی         | مقصدهای پروازی |
| ------------------------- | --- |
| اجین ایرلاینز             | فرودگاه بین‌المللی آتن فصلی: فرودگاه بین‌المللی هراکلین، فرودگاه بین‌المللی سالونیک |
| ایر لینگاس                | فرودگاه دوبلین، فرودگاه شنن |
| آئرومکزیکو                | فرودگاه بین‌المللی مکزیکو سیتی |
| هواپیمایی الجزایر         | فرودگاه هواری بومدین، فرودگاه راباه بیتات، فرودگاه صومام عبان رمضان، فرودگاه بیسکرا، فرودگاه بین‌المللی چلف، فرودگاه بین‌المللی محمد بوضیاف، فرودگاه اس سینیا وهران فصلی: فرودگاه گوئه‌مار، فرودگاه زناتا – مصالی الحاج |
| ایر عربیا                 | فرودگاه فس–سایس، فرودگاه رباط سله، فرودگاه ابن بطوطه طنجه، فرودگاه سانیه رمل (آغاز از ۲۷ اکتبر ۲۰۲۴) |
| ایر استرال                | فرودگاه رولاند گرو فصلی: فرودگاه بین‌المللی دزااودزی پاماندزی |
| ایربالتیک                 | فرودگاه بین‌المللی ریگا، فرودگاه تالین، فرودگاه بین‌المللی ویلنیوس |
| ایر قاهره                 | فصلی: فرودگاه بین‌المللی لوکسار |
| ایر کانادا                | فرودگاه بین‌المللی مونترآل-پییر الیوت ترودو، فرودگاه بین‌المللی پیرسون تورنتو |
| ایر چاینا                 | فرودگاه بین‌المللی پکن |
| کورسیکا ایر               | فصلی: فرودگاه باستیا – پورتا |
| ایر فرانس                 | فرودگاه پورت بوئت، فرودگاه بین‌المللی ابوظبی، فرودگاه بین‌المللی ننامدی آزیکیوه، فرودگاه بین‌المللی کوتوکا، فرودگاه هواری بومدین، فرودگاه شیپخول آمستردام، فرودگاه ایواتو، فرودگاه بین‌المللی آتن، فرودگاه بین‌المللی هارتسفیلد-جکسون آتلانتا، فرودگاه بین‌المللی باماکو-سانوو، فرودگاه بین‌المللی کمپگوودا، فرودگاه بین‌المللی سووارنابومی، فرودگاه بین‌المللی بانگوئی ام‌پوکو، فرودگاه بارسلون-ال پرات، فرودگاه بازل-مولوز-فرایبورگ اروپا، فرودگاه بین‌المللی پکن، فرودگاه بین‌المللی رفیق حریری بیروت، فرودگاه فلسلند برگن، فرودگاه برلین براندنبورگ، فرودگاه بیاریتس – انگلت – بییون، فرودگاه بیلبائو، فرودگاه بیلاند، فرودگاه بیرمنگام، فرودگاه بین‌المللی ال دورادو، فرودگاه بلوونی گوگلیلمو مارکونی، فرودگاه بوردو-مرینیاک، فرودگاه بین‌المللی لوگان، فرودگاه مایا-مایا، فرودگاه برست برتانی، فرودگاه بین‌المللی هنری کواندا، فرودگاه بین‌المللی بوداپست فرنتس لیست، فرودگاه بین‌المللی مینیسترو پیستارینی، فرودگاه بین‌المللی قاهره، فرودگاه کلوی–سنت-کاترین، فرودگاه بین‌المللی کانکون، کینتانا رو، فرودگاه بین‌المللی محمد پنجم، فرودگاه کاین رشابوو، فرودگاه بین‌المللی اوهر شیکاگو، فرودگاه کلرمون فران اوورن، فرودگاه بین‌المللی کوناکری، فرودگاه کپنهاگ، فرودگاه کژیون، فرودگاه بین‌المللی بلز دیان، فرودگاه بین‌المللی دالاس-فورت ورث، فرودگاه بین‌المللی ژولیوس نیرر، فرودگاه بین‌المللی ایندیرا گاندی، فرودگاه بین‌المللی دنور، فرودگاه متروپولیتن شهرستان وین دیترویت، فرودگاه بین‌المللی جیبوتی-امبوولی، فرودگاه بین‌المللی دوالا، فرودگاه بین‌المللی دبی، فرودگاه دوبلین، فرودگاه بین‌المللی دوسلدورف، فرودگاه ادینبرو، فرودگاه پره‌تولا، فرودگاه بین‌المللی پینتو مارتینز، فرودگاه بین‌المللی مارتینیک امه سزر، فرودگاه بین‌المللی فرانکفورت، فرودگاه بین‌المللی ژنو، فرودگاه گوتنبرگ-لندوتر، فرودگاه هامبورگ، فرودگاه هانوفر، فرودگاه بین‌المللی خوزه مارتی، فرودگاه هلسینکی، فرودگاه بین‌المللی تان سون نهات، فرودگاه بین‌المللی هنگ کنگ، فرودگاه بین‌المللی جرج بوش، فرودگاه استانبول، فرودگاه بین‌المللی اولیور تامبو، فرودگاه بین‌المللی کلیمانجارو (برقراری دوباره از ۱۸ نوامبر ۲۰۲۴)، فرودگاه ان دیلی، فرودگاه بین‌المللی ژان پل دوم کراکوف-بالیس، فرودگاه بین‌المللی مورتالا محمد، فرودگاه بین‌المللی لیبرویله، فرودگاه بین‌المللی خورخه چاوز، فرودگاه لیسبون پورتلا، فرودگاه لیوبلیانا، فرودگاه لومه–توکین، فرودگاه هیترو لندن، فرودگاه بین‌المللی لس آنجلس، فرودگاه کواترو دو فرویرو، فرودگاه لیون-سنت‌اگزوپری، فرودگاه مادرید-باراخاس، فرودگاه بین‌المللی مالابو، فرودگاه مالاگا، فرودگاه منچستر، فرودگاه مراکش-منارا، فرودگاه مارسی پروانس، فرودگاه بین‌المللی سر سیوساگور رامگولام، فرودگاه بین‌المللی مکزیکو سیتی، فرودگاه بین‌المللی میامی، فرودگاه لیناته، فرودگاه میلانو مالپنسا، فرودگاه مونپلیه - مدیترانه، فرودگاه بین‌المللی مونترآل-پییر الیوت ترودو، فرودگاه بین‌المللی چاتراپاتی شیواجی، فرودگاه مونیخ، فرودگاه بین‌المللی جومو کنیاتا، فرودگاه نانت آتلانتیک، فرودگاه ناپل، فرودگاه بین‌المللی انجامنا، فرودگاه بین‌المللی جان اف کندی، فرودگاه بین‌المللی لیبرتی نیوآرک، فرودگاه نیوکاسل، فرودگاه بین‌المللی دایوری هامانی (برقراری دوباره از ۲۷ اکتبر ۲۰۲۴)، فرودگاه نیس کوت دازور، فرودگاه بین‌المللی نواکشوت–ام‌تونسی، فرودگاه نورنبرگ، فرودگاه اس سینیا وهران، فرودگاه بین‌المللی کانزای، فرودگاه گاردرموئن اسلو، فرودگاه بین‌المللی مک‌دونالد-کارتیر اتاوا، فرودگاه بین‌المللی آواگادوگو، فرودگاه بین‌المللی توکومن، فرودگاه بین‌المللی فاآ، فرودگاه پائو پیرنه، فرودگاه بین‌المللی فینکس اسکای هاربر، فرودگاه بین‌المللی پوانت آ پیتر، فرودگاه پوینت نوآر، فرودگاه فرنسیسکو جسا کارنئیرو، فرودگاه پراگ رازیون، فرودگاه رباط سله، فرودگاه بین‌المللی رالی-دورهام، فرودگاه رن - سن-ژاک، فرودگاه بین‌المللی ریو دوژانیرو گالیائو، فرودگاه لئوناردو دا وینچی-فیومیچینو، فرودگاه رولاند گرو، فرودگاه بین‌المللی دپوتادو لوئیس ادواردو مگاهاس (آغاز از ۲۸ اکتبر ۲۰۲۴)، فرودگاه بین‌المللی سان‌فرانسیسکو، فرودگاه بین‌المللی خوآن سانتاماریا، فرودگاه بین‌المللی کومودورو ارتورو مرینو بنیتز، فرودگاه بین‌المللی سائو پائولو گوارولوس، فرودگاه بین‌المللی سیاتل-تاکوما، فرودگاه بین‌المللی اینچئون، فرودگاه سن پابلو، فرودگاه بین‌المللی شانگهای پودنگ، فرودگاه چانگی سنگاپور، فرودگاه بین‌المللی پرینسس جولیانا، فرودگاه استکهلم-آرلاندا، فرودگاه اشتوتگارت، فرودگاه بین‌المللی تفلیس، فرودگاه بین‌المللی بن گوریون، فرودگاه تنریف جنوبی، فرودگاه هانه‌دا، فرودگاه بین‌المللی ناریتا (پایان در ۲۵ اکتبر ۲۰۲۴)، فرودگاه بین‌المللی پیرسون تورنتو، فرودگاه تولوز–بلانیاک، فرودگاه ترومسو، فرودگاه بین‌المللی تونس قرطاج، فرودگاه تورین کاسله، فرودگاه والنسیا، فرودگاه بین‌المللی ونکوور، فرودگاه ونیز مارکو پولو، فرودگاه بین‌المللی وین، فرودگاه شوپن ورشو، فرودگاه بین‌المللی دالس واشینگتن، فرودگاه بین‌المللی یائونده، فرودگاه بین‌المللی زوارتنوتس، فرودگاه زاگرب، فرودگاه بین‌المللی زنگبار، فرودگاه زوریخ فصلی: فرودگاه آژاکسیو-ناپلئون-بناپارت، فرودگاه باری، فرودگاه باستیا – پورتا، فرودگاه کگلیاری-الماس، فرودگاه بین‌المللی کیپ‌تاون، فرودگاه کاتانیا-فونتاناروسا، فرودگاه بین‌المللی کورفو، فرودگاه کرک، فرودگاه بین‌المللی دیربا–زارزیس، فرودگاه دوبروونیک، فرودگاه فارو، فرودگاه فیگاری ساد-کورسه، فرودگاه گرن کناریا، فرودگاه هارستاد/نارویک اونس، فرودگاه بین‌المللی هراکلین، فرودگاه ایبیزا (اسپانیا), فرودگاه اینسبروک، فرودگاه بین‌المللی کالاماتا، فرودگاه کیرونا (آغاز از ۲۱ دسامبر ۲۰۲۴)، فرودگاه کیتیله، فرودگاه بین‌المللی ابراهیم نصیر، فرودگاه بین‌المللی مالت، فرودگاه بین‌المللی مینیاپولیس−سنت پل، فرودگاه ملی جزیره میکناس، فرودگاه اولبیا - کاستا اسمرالدا، فرودگاه پالرمو، فرودگاه پالما د مایورکا، فرودگاه بین‌المللی ژان لوساژ شهر کبک، فرودگاه بین‌المللی رود، فرودگاه رونیمی، فرودگاه زالتسبورگ، فرودگاه ملی سادورینی (تیرا), فرودگاه صوفیه، فرودگاه اسپلیت، فرودگاه بین‌المللی مادر ترزای تیرانا، فرودگاه ورونا |
| ایر ایندیا                | فرودگاه بین‌المللی ایندیرا گاندی |
| ایر ماداگاسکار            | فرودگاه ایواتو |
| ایر موریشوس               | فرودگاه بین‌المللی سر سیوساگور رامگولام |
| Air Montenegro            | فرودگاه پودگوریتسا |
| ایر نوستروم               | چارتر فصلی: فرودگاه پالما د مایورکا |
| ایر سن-پیر                | فصلی: فرودگاه سن-پیر |
| ایر سنگال                 | فرودگاه بین‌المللی بلز دیان |
| ایر صربیا                 | فرودگاه بلگراد نیکولا تسلا |
| ایر تاهیتی نویی           | فرودگاه بین‌المللی لس آنجلس، فرودگاه بین‌المللی فاآ، فرودگاه بین‌المللی سیاتل-تاکوما |
| ایر ترنست                 | فرودگاه بین‌المللی مونترآل-پییر الیوت ترودو، فرودگاه بین‌المللی ژان لوساژ شهر کبک فصلی: فرودگاه بین‌المللی پیرسون تورنتو |
| ای‌جت                      | فرودگاه بین‌المللی اسن‌بوغا، فرودگاه بین‌المللی صبیحه گوکچن |
| آل نیپون ایرویز           | فرودگاه هانه‌دا |
| امریکن ایرلاینز           | فرودگاه بین‌المللی دالاس-فورت ورث، فرودگاه بین‌المللی جان اف کندی، فرودگاه بین‌المللی فیلادلفیا فصلی: فرودگاه بین‌المللی شارلوت داگلاس، فرودگاه بین‌المللی اوهر شیکاگو، فرودگاه بین‌المللی میامی |
| Animawings                | فرودگاه بین‌المللی هنری کواندا (آغاز از ۱۵ سپتامبر ۲۰۲۴) |
| هواپیمایی ارکیا           | فصلی: فرودگاه بین‌المللی بن گوریون |
| آسیانا ایرلاینز           | فرودگاه بین‌المللی اینچئون |
| ای‌اس‌ال ایرلاینز فرانسه    | فرودگاه هواری بومدین، فرودگاه پائو پیرنه، فرودگاه بین‌المللی بن گوریون فصلی: فرودگاه کلوی–سنت-کاترین، فرودگاه بین‌المللی چلف، فرودگاه بین‌المللی دیربا–زارزیس، فرودگاه انگادس |
| آتلانتیک ایرویز           | فصلی: فرودگاه واگار |
| اورینگی ایر سرویسز        | فرودگاه گوئرنزی |
| آسترین ایرلاینز           | فرودگاه بین‌المللی وین |
| اویانکا                   | فرودگاه بین‌المللی ال دورادو |
| آذربایجان ایرلاینز        | فرودگاه بین‌المللی حیدر علی‌اف |
| آزورس ایرلاینز            | فصلی: فرودگاه ژان پائولو دوم |
| بریتیش ایرویز             | فرودگاه هیترو لندن |
| بروکسل ایرلاینز           | فرودگاه بروکسل |
| بلغاریا ایر               | فرودگاه صوفیه فصلی: فرودگاه وارنا |
| کابو وردی ایرلاینز        | فرودگاه بین‌المللی پرائیا، فرودگاه بین‌المللی امیلکر کبرل، فرودگاه سائو پدرو |
| کاتای پاسیفیک             | فرودگاه بین‌المللی هنگ کنگ |
| هواپیمایی شرقی چین        | فرودگاه بین‌المللی شانگهای پودنگ |
| هواپیمایی جنوبی چین       | فرودگاه بین‌المللی بایون گوآنگ‌ژو |
| کرندون ایرلاینز           | فصلی: فرودگاه آنتالیا، فرودگاه عدنان مندرس |
| هواپیمایی کرواسی          | فرودگاه زاگرب فصلی: فرودگاه دوبروونیک، فرودگاه اسپلیت |
| قبرس ایرویز               | فصلی: فرودگاه بین‌المللی لارناکا |
| چک ایرلاینز               | فرودگاه پراگ رازیون (پایان در ۲۷ اکتبر ۲۰۲۴) |
| دلتا ایرلاینز             | فرودگاه بین‌المللی هارتسفیلد-جکسون آتلانتا، فرودگاه بین‌المللی لوگان، فرودگاه بین‌المللی سینسیناتی/کنتاکی شمالی، فرودگاه متروپولیتن شهرستان وین دیترویت، فرودگاه بین‌المللی لس آنجلس، فرودگاه بین‌المللی مینیاپولیس−سنت پل، فرودگاه بین‌المللی جان اف کندی، فرودگاه بین‌المللی سالت‌لیک‌سیتی، فرودگاه بین‌المللی سیاتل-تاکوما |
| ایسترن ایرویز             | فرودگاه ایست میدلند، فرودگاه ساوت‌همپتون |
| ایزی‌جت                    | فرودگاه بارسلون-ال پرات، فرودگاه بین‌المللی بلفاست، فرودگاه اوریو آل سریو، فرودگاه برلین براندنبورگ، فرودگاه بیاریتس – انگلت – بییون، فرودگاه بیرمنگام، فرودگاه بریستول، فرودگاه بین‌المللی بوداپست فرنتس لیست (آغاز از ۲۷ اکتبر ۲۰۲۴)، فرودگاه کاتانیا-فونتاناروسا، فرودگاه کپنهاگ، فرودگاه ادینبرو، فرودگاه فارو، فرودگاه فوئرته‌ونتورا (آغاز از ۲ نوامبر ۲۰۲۴)، فرودگاه بین‌المللی کریستیانو رونالدو، فرودگاه بین‌المللی گلاسگو، فرودگاه بین‌المللی غردقه، فرودگاه بین‌المللی ژان پل دوم کراکوف-بالیس، فرودگاه لانزاروته، فرودگاه بین‌المللی لارناکا، فرودگاه لیسبون پورتلا، فرودگاه جان لنون لیورپول، فرودگاه گاتویک، فرودگاه لوتن لندن، فرودگاه جنوبی لندن، فرودگاه مادرید-باراخاس، فرودگاه مالاگا، فرودگاه منچستر، فرودگاه مراکش-منارا، فرودگاه لیناته، فرودگاه میلانو مالپنسا، فرودگاه نیوکاسل (آغاز از ۲۷ اکتبر ۲۰۲۴)، فرودگاه نیس کوت دازور، فرودگاه گاردرموئن اسلو (آغاز از ۲۸ اکتبر ۲۰۲۴)، فرودگاه پالرمو، فرودگاه گالیله، فرودگاه فرنسیسکو جسا کارنئیرو، فرودگاه رباط سله، فرودگاه بین‌المللی بن گوریون (برقراری دوباره از ۲۷ اکتبر ۲۰۲۴), فرودگاه ونیز مارکو پولو فصلی: فرودگاه اگادیر المسیره، فرودگاه آژاکسیو-ناپلئون-بناپارت، فرودگاه باری، فرودگاه باستیا – پورتا، فرودگاه کلوی–سنت-کاترین، فرودگاه بین‌المللی کورفو، فرودگاه فیگاری ساد-کورسه، فرودگاه بین‌المللی هراکلین، فرودگاه ایبیزا (اسپانیا), فرودگاه منورکا، فرودگاه ملی جزیره میکناس، فرودگاه ناپل، فرودگاه اولبیا - کاستا اسمرالدا، فرودگاه پالما د مایورکا، فرودگاه پولا، فرودگاه اسپلیت، فرودگاه تنریف جنوبی، فرودگاه تولن–ایر، فرودگاه ترومسو (آغاز از ۲۸ نوامبر ۲۰۲۴) |
| اجیپت‌ایر                  | فرودگاه بین‌المللی قاهره فصلی: فرودگاه بین‌المللی لوکسار |
| ال عال                    | فرودگاه بین‌المللی بن گوریون |
| هواپیمایی امارات          | فرودگاه بین‌المللی دبی |
| هواپیمایی اتیوپی          | فرودگاه بین‌المللی بوول |
| هواپیمایی اتحاد           | فرودگاه بین‌المللی ابوظبی |
| یورووینگز                 | فرودگاه هامبورگ |
| اوا ایر                   | فرودگاه بین‌المللی تائویوان تایوان |
| فن‌ایر                     | فرودگاه هلسینکی |
| فلای وان                  | فصلی: فرودگاه بین‌المللی کیشیناو، فرودگاه بین‌المللی زوارتنوتس |
| جورجین ایرویز             | فرودگاه بین‌المللی تفلیس |
| گلف ایر                   | فرودگاه بین‌المللی بحرین |
| هاینان ایرلاینز           | فرودگاه بین‌المللی چنگچینگ ییانگبی، فرودگاه بین‌المللی شنژن بن |
| HiSky                     | فرودگاه بین‌المللی هنری کواندا (آغاز از ۱۴ اکتبر ۲۰۲۴) |
| ایبریا اکسپرس             | فرودگاه مادرید-باراخاس |
| ایسلندایر                 | فرودگاه بین‌المللی کفلاویک |
| ایران ایر                 | فرودگاه بین‌المللی امام خمینی |
| ایتا ایرویز               | فرودگاه لیناته، فرودگاه لئوناردو دا وینچی-فیومیچینو |
| خطوط هوایی ژاپن           | فرودگاه هانه‌دا |
| جت۲.کام                   | فرودگاه بین‌المللی لیدز برادفورد |
| جت‌بلو                     | فرودگاه بین‌المللی لوگان، فرودگاه بین‌المللی جان اف کندی |
| کنیا ایرویز               | فرودگاه بین‌المللی جومو کنیاتا |
| کاال‌ام                    | فرودگاه شیپخول آمستردام |
| KM Malta Airlines         | فرودگاه بین‌المللی مالت |
| کورین ایر                 | فرودگاه بین‌المللی اینچئون |
| کویت ایرویز               | فرودگاه بین‌المللی کویت |
| تام ایرلاینز              | فرودگاه بین‌المللی سائو پائولو گوارولوس |
| لوت پولیش ایرلاینز        | فرودگاه شوپن ورشو |
| لوفت‌هانزا                 | فرودگاه بین‌المللی فرانکفورت، فرودگاه مونیخ |
| لوکس‌ایر                   | فرودگاه لوگزامبورگ - فیندل |
| هواپیمایی خاورمیانه       | فرودگاه بین‌المللی رفیق حریری بیروت |
| Norse Atlantic Airways    | فرودگاه بین‌المللی جان اف کندی فصلی: فرودگاه بین‌المللی لس آنجلس |
| نروجین ایر شاتل           | فرودگاه کپنهاگ، فرودگاه گاردرموئن اسلو، فرودگاه استکهلم-آرلاندا فصلی: فرودگاه فلسلند برگن، فرودگاه سولا استاوانگر، فرودگاه ترومسو |
| نوول‌ایر                   | فرودگاه بین‌المللی منستیر – حبیب بورقیبه فصلی: فرودگاه بین‌المللی سفاکس-تینا |
| عمان ایر                  | فرودگاه بین‌المللی مسقط |
| پگاسوس ایرلاینز           | فرودگاه بین‌المللی اسن‌بوغا، فرودگاه بین‌المللی صبیحه گوکچن |
| Play                      | فرودگاه بین‌المللی کفلاویک |
| کانتاس                    | فرودگاه پرث، فرودگاه سیدنی |
| هواپیمایی قطر             | فرودگاه بین‌المللی حمد |
| هواپیمایی پادشاهی مراکش   | فرودگاه بین‌المللی محمد پنجم، فرودگاه مراکش-منارا فصلی: فرودگاه انگادس |
| هواپیمایی پادشاهی اردن    | فرودگاه بین‌المللی ملکه علیا |
| رواندایر                  | فرودگاه بین‌المللی کیگالی |
| هواپیمایی سعودی           | فرودگاه بین‌المللی ملک عبدالعزیز، فرودگاه بین‌المللی ملک خالد فصلی: فرودگاه داخلی شاهزاده عبدالمجید بن عبدالعزیز |
| هواپیمایی اسکاندیناوی     | فرودگاه کپنهاگ، فرودگاه گاردرموئن اسلو، فرودگاه استکهلم-آرلاندا |
| سنگاپور ایرلاینز          | فرودگاه چانگی سنگاپور |
| اسکای اکسپرس (یونان)      | فرودگاه بین‌المللی آتن فصلی: فرودگاه بین‌المللی هراکلین، فرودگاه بین‌المللی رود |
| تراول سرویس ایرلاینز      | فرودگاه پراگ رازیون (آغاز از ۲۷ اکتبر ۲۰۲۴) |
| سریلانکان ایرلاینز        | فرودگاه بین‌المللی باندرانیکی |
| سان اکسپرس                | فرودگاه بین‌المللی اسن‌بوغا، فرودگاه آنتالیا، فرودگاه عدنان مندرس فصلی: فرودگاه میلاس-بودروم |
| سوئیس اینترنشنال ایرلاینز | فرودگاه زوریخ |
| تاروم                     | فرودگاه بین‌المللی هنری کواندا |
| تای ایرویز اینترنشنال     | فرودگاه بین‌المللی سووارنابومی |
| تونس ایر                  | فرودگاه بین‌المللی دیربا–زارزیس، فرودگاه بین‌المللی منستیر – حبیب بورقیبه، فرودگاه بین‌المللی توزر نفطه الدولی |
| ترکیش ایرلاینز            | فرودگاه استانبول |
| توس ایرویز                | فصلی: فرودگاه بین‌المللی لارناکا |
| تی وی ایرلاینز            | فرودگاه بین‌المللی اینچئون (آغاز از ۲۸ اوت ۲۰۲۴) |
| یونایتد ایرلاینز          | فرودگاه بین‌المللی اوهر شیکاگو، فرودگاه بین‌المللی لیبرتی نیوآرک، فرودگاه بین‌المللی سان‌فرانسیسکو، فرودگاه بین‌المللی دالس واشینگتن |
| ازبکستان ایرویز           | فرودگاه بین‌المللی تاشکند، فرودگاه گرگانج |
| ویتنام ایرلاینز           | فرودگاه بین‌المللی نوا به، فرودگاه بین‌المللی تان سون نهات |
| ویستارا                   | فرودگاه بین‌المللی ایندیرا گاندی، فرودگاه بین‌المللی چاتراپاتی شیواجی |
| ویولینگ                   | فرودگاه بارسلون-ال پرات، فرودگاه گرن کناریا، فرودگاه سانتیاگو د کمپوستلا، فرودگاه سن پابلو |
| وست جت                    | فرودگاه بین‌المللی کالگری |
| ژیامن ایرلاینز            | فرودگاه بین‌المللی زیامن گائوچی |

### باری
| شرکت‌های هواپیمایی      | مقصدهای پروازی |
| ---------------------- | --- |
| ایر فرانس              | فرودگاه بین‌المللی کمپگوودا، فرودگاه بین‌المللی اوهر شیکاگو، فرودگاه دوبلین، فرودگاه گلاسگو پرستویک، فرودگاه بین‌المللی دن میگوئل هیدالگو وای کوستیا، فرودگاه بین‌المللی هنگ کنگ، فرودگاه بین‌المللی جرج بوش، فرودگاه بین‌المللی ناریتا |
| ای‌اس‌ال ایرلاینز فرانسه | فرودگاه هانوفر، فرودگاه استانبول، فرودگاه بین‌المللی کاتوویتسه، فرودگاه بین‌المللی بوریسپیل، فرودگاه لایپزیگ/هاله، فرودگاه مارسی پروانس، فرودگاه تولوز–بلانیاک |
| کاتای پاسیفیک          | فرودگاه بین‌المللی هنگ کنگ |
| Central Airlines       | فرودگاه بین‌المللی شنژن بن، فرودگاه بین‌المللی تیانجین بینهای، فرودگاه بین‌المللی زیامن گائوچی |
| چاینا کارگو ایرلاینز   | فرودگاه بین‌المللی شانگهای پودنگ |
| CMA CGM Air Cargo      | فرودگاه بین‌المللی ابوظبی، فرودگاه بین‌المللی حیدر علی‌اف، فرودگاه بین‌المللی بایون گوآنگ‌ژو، فرودگاه بین‌المللی هنگ کنگ، فرودگاه بین‌المللی چاتراپاتی شیواجی، فرودگاه بین‌المللی شانگهای پودنگ |
| دی‌اچ‌ال اوییشن          | فرودگاه بین‌المللی محمد پنجم، فرودگاه بین‌المللی سینسیناتی/کنتاکی شمالی، فرودگاه لایپزیگ/هاله، فرودگاه هیترو لندن |
| امارات اسکای‌کارگو      | فرودگاه بین‌المللی آل مکتوم |
| فدکس اکسپرس            | فرودگاه شیپخول آمستردام، فرودگاه بین‌المللی آتن، فرودگاه بارسلون-ال پرات، فرودگاه بازل-مولوز-فرایبورگ اروپا، فرودگاه بین‌المللی پکن، فرودگاه کلن بن، فرودگاه کپنهاگ، فرودگاه بین‌المللی ایندیرا گاندی، فرودگاه بین‌المللی دبی، فرودگاه ادینبرو، فرودگاه بین‌المللی بایون گوآنگ‌ژو، فرودگاه هلسینکی، فرودگاه بین‌المللی هنگ کنگ، فرودگاه بین‌المللی ایندیاناپلیس، فرودگاه استانبول، فرودگاه استانستد لندن، فرودگاه مادرید-باراخاس، فرودگاه منچستر، فرودگاه بین‌المللی ممفیس، فرودگاه میلانو مالپنسا، فرودگاه بین‌المللی چاتراپاتی شیواجی، فرودگاه مونیخ، فرودگاه بین‌المللی لیبرتی نیوآرک، فرودگاه بین‌المللی کانزای، فرودگاه چانگی سنگاپور، فرودگاه استکهلم-آرلاندا، فرودگاه درم تیز ولی، فرودگاه بین‌المللی بن گوریون، فرودگاه بین‌المللی ناریتا، فرودگاه بین‌المللی وین |
| فدکس اکسپرس            | فرودگاه برلین براندنبورگ، فرودگاه بین‌المللی فرانکفورت، فرودگاه هامبورگ، فرودگاه هانوفر، فرودگاه لیون-سنت‌اگزوپری، فرودگاه نیوکاسل، فرودگاه نیس کوت دازور، فرودگاه پراگ رازیون، فرودگاه لئوناردو دا وینچی-فیومیچینو، فرودگاه شنن، فرودگاه اشتوتگارت، فرودگاه تولوز–بلانیاک، فرودگاه شوپن ورشو |
| Geo-Sky                | فرودگاه ترکمن‌آباد |
| کورین ایر              | فرودگاه بین‌المللی اینچئون |
| ام‌ان‌جی ایرلاینز        | فرودگاه کلن بن، فرودگاه استانبول |
| ترکیش ایرلاینز         | فرودگاه استانبول |
| یوپی‌اس ایرلاینز        | فرودگاه کلن بن، فرودگاه بین‌المللی لوئیویل، فرودگاه بین‌المللی فیلادلفیا |